# Alabama
Alabama is een van de vijftig staten van de Verenigde Staten, gelegen in het zuiden van het land. De standaardafkorting is AL, de bijnaam Yellowhammer State (goudengrondspechtsstaat). De hoofdstad is Montgomery.

## Geschiedenis
Het gebied dat nu de staat Alabama vormt, werd oorspronkelijk bevolkt door Indianenstammen. Zowel de Fransen, de Spanjaarden als de Engelsen maakten aanspraak op (stukken van) het gebied. De eerste permanente Europese nederzetting in Alabama was Mobile dat in 1702 door de Fransen werd gesticht.
Op 14 december 1819 werd Alabama formeel de 22e staat van de Verenigde Staten van Amerika. Tussen 1826 en 1846 was Tuscaloosa de hoofdstad, en de University of Alabama werd er gevestigd in 1831.
Alabama, met een economie gebaseerd op de katoenteelt telde veel slaven en stond tijdens de Amerikaanse Burgeroorlog aan de kant van de Confederatie. In 1865 onderging de staat, evenals de andere voormalige Geconfedereerde staten, reconstruction. Racisme was ook na de oorlog een groot probleem in de staat waar eind 19e eeuw enkele racistische wetten werden aangenomen waardoor de zwarte bevolking onder andere het stemrecht verloor. Deze wetten werden in de jaren 1960 door het Federaal Hooggerechtshof buiten werking gesteld.
In de jaren '50 verbood het federale Hooggerechtshof de segregatie in het onderwijs. Dat leidde tot grote spanningen, omdat de regering van Alabama bleef weigeren om zwarte kinderen toe te laten op blanke scholen. Het federale leger moest eraan te pas komen om kinderen veilig naar school te brengen. Met zijn koppige politiek werd de gouverneur George Wallace zeer populair onder de blanke bevolking.
Rosa Parks, die in Alabama werd geboren, werd wereldberoemd door haar weigering om na een lange werkdag haar zitplaats in de bus af te staan aan een blank persoon.
In de tweede helft van de 20e eeuw verloor de katoenteelt aan betekenis en werd de economie meer divers en de welvaart ging dan ook vooruit.
Desondanks stemde de bevolking bij de verkiezingen van 2 november 2004 voor het formeel in stand houden van de apartheidswetten. Het gaat om segregatie in het onderwijs en om de poll tax, een hoofdelijke belasting, die de belastingplichtigen stemrecht verschaft. De wetten worden niet toegepast omdat de federale wetgeving dit verbiedt.

## Geografie
De staat Alabama beslaat 135.765 km² waarvan 3,19% water. De staat behoort tot de Central tijdzone (CT).
Alabama, dat aan de Golf van Mexico ligt, grenst in het noorden aan de staat Tennessee, in het westen aan Mississippi, in het oosten aan Georgia en in het zuiden aan Florida.
De belangrijkste rivieren zijn de Mobile, de Tensaw, de Tombigbee, de Alabama, de Chattahoochee, de Coosa, de Tallapoosa en de Tennessee. Via de Tennessee-Tombigbee Waterway is er een verbinding voor de scheepvaart met de Tennessee in het noorden. Alabama telt veel grote meren, zoals Martin Lake en Lewis Smith Lake. Het noordoosten van de staat behoort tot de Appalachen, met als hoogste punt de top van Cheaha Mountain (734 m); de rest is vlakker.
De staat wordt doorkruist door zes belangrijke Interstates: I-10, I-20, I-22, I-59, I-65 en I-85. De belangrijkste luchthaven van de staat is Birmingham-Shuttlesworth International Airport.

## Demografie en economie

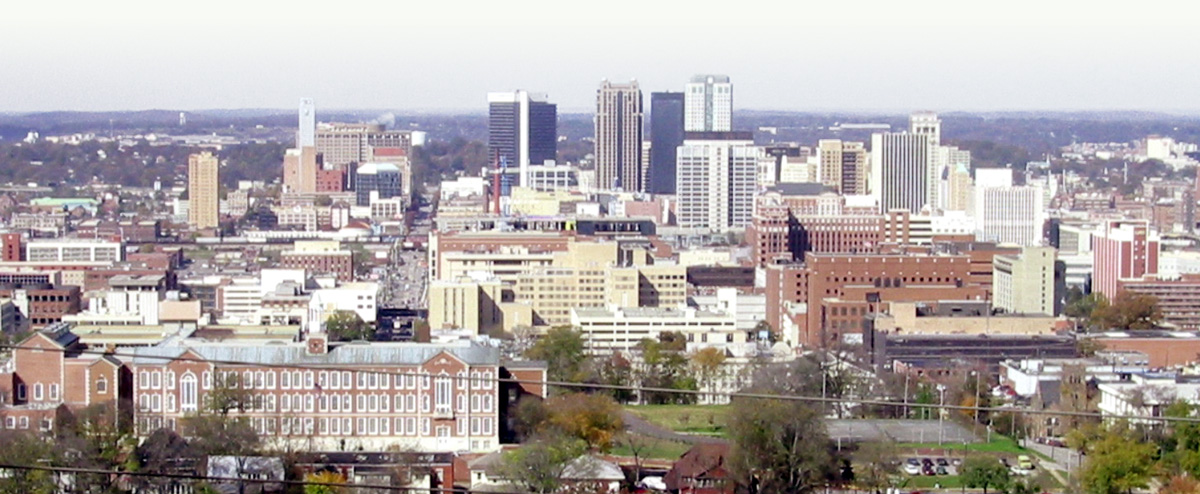
Birmingham

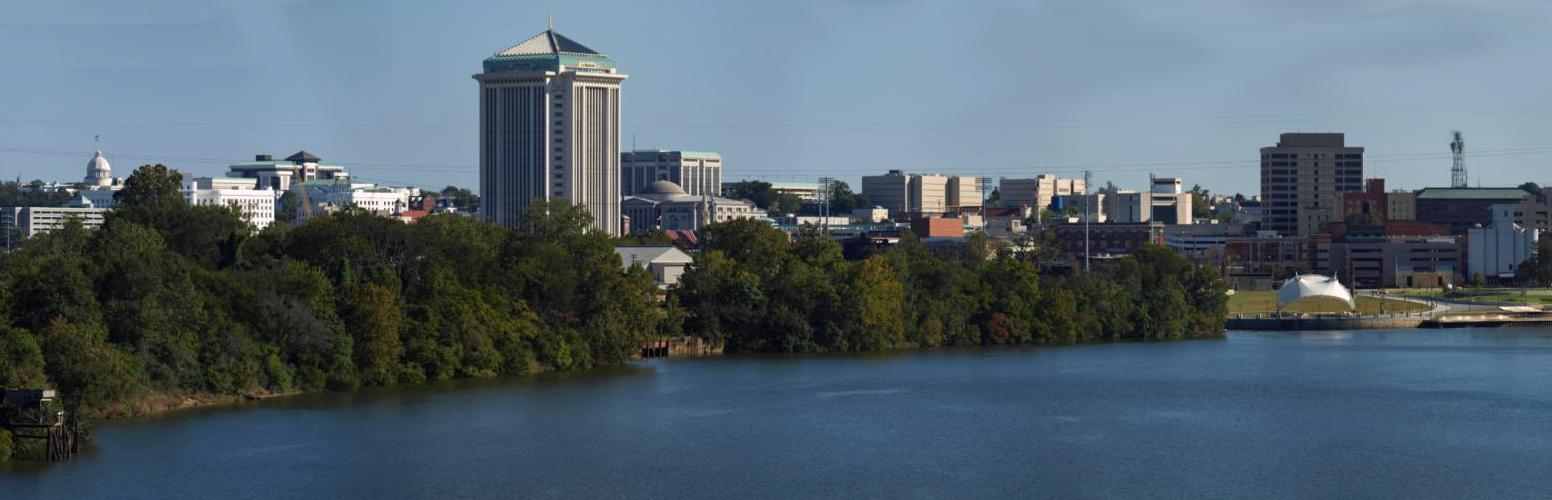
Montgomery

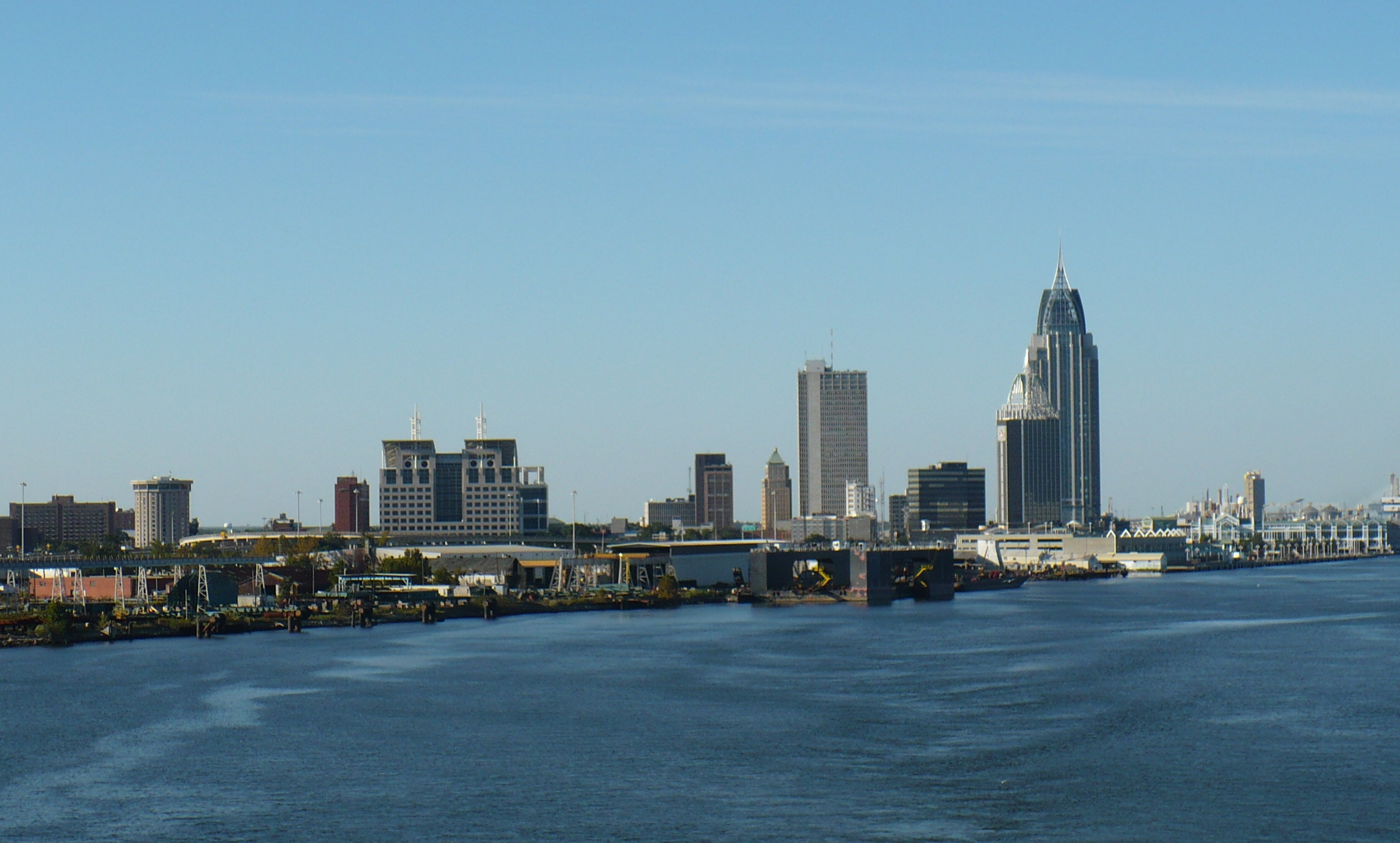
Mobile

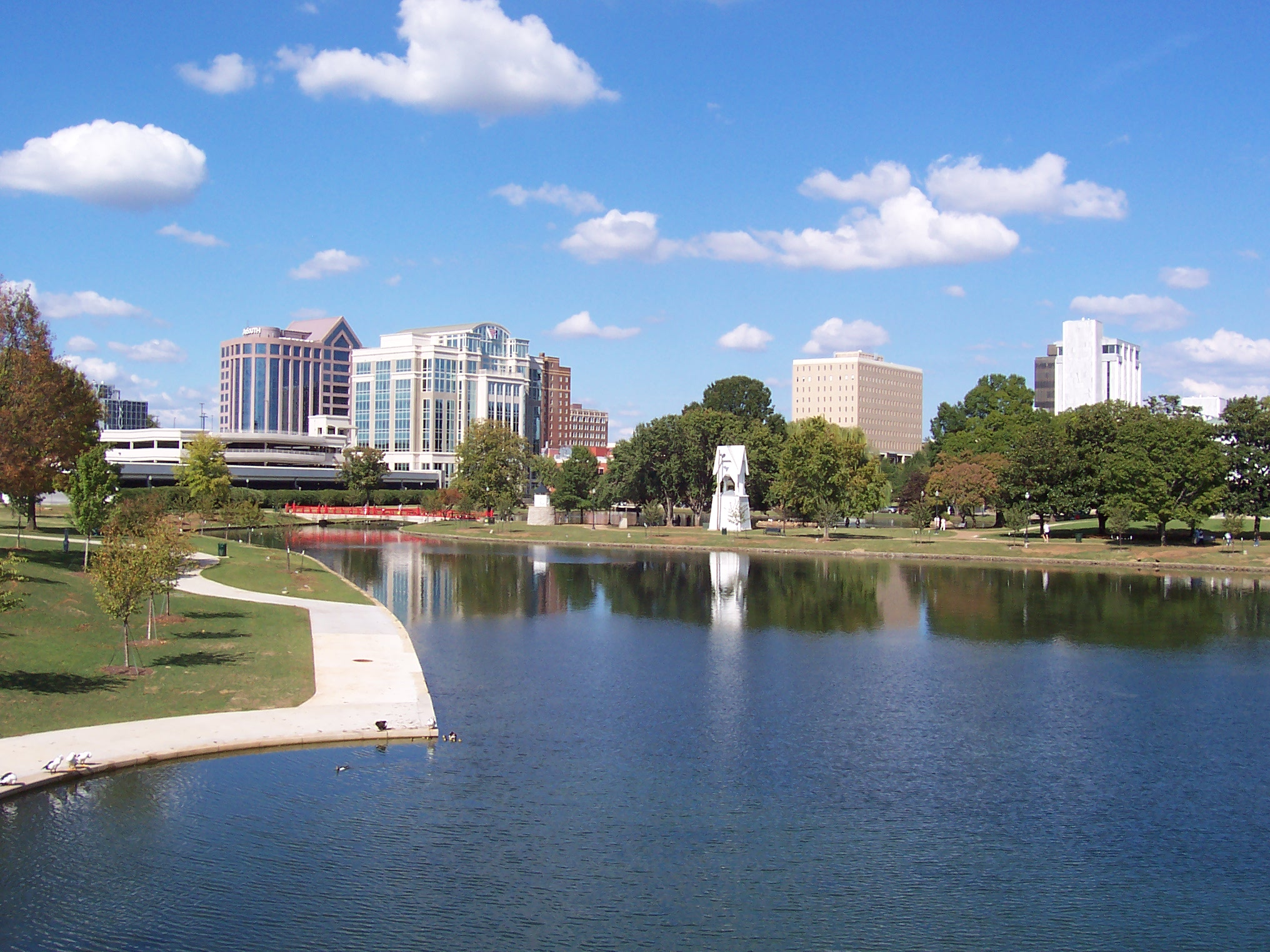
Huntsville

In 2021 telde Alabama 5.039.877 inwoners (37 per km²) waarvan 26% zwarte en ongeveer 65% blanke mensen. Het christendom is met 86% verreweg de grootste godsdienst in Alabama.
De top 10 van grootste steden naar inwoneraantal zijn:
| Plaats | Stad       | Inwoneraantal (2021) |
| ------ | ---------- | -------------------- |
| 1      | Huntsville | 221.986              |
| 2      | Montgomery | 199.571              |
| 3      | Birmingham | 198.433              |
| 4      | Mobile     | 185.427              |
| 5      | Tuscaloosa | 101.426              |
| 6      | Hoover     | 94.804               |
| 7      | Auburn     | 80.695               |
| 8      | Dothan     | 72.188               |
| 9      | Madison    | 59.733               |
| 10     | Decatur    | 58.390               |

Het bruto product van de staat bedroeg in 2021 205 miljard dollar.

## Bestuurlijke indeling
Alabama is bestuurlijk onderverdeeld in 67 counties die in de regel echter weinig zelfbestuur kennen.

## Politiek en bestuur
Alabama is een van de meest conservatieve staten in het land. In de periode na het eind van de Amerikaanse Burgeroorlog tot ongeveer de jaren 60 van de 20e eeuw domineerde de Democratische Partij de staat, maar bij de verkiezingen van 1964 won de zeer rechtse Republikein Barry Goldwater. Sinds 1980 begonnen de Republikeinen steeds meer terrein te winnen in de staat, vooral onder conservatieve christenen. Bij de presidentsverkiezingen van 2016 won Donald Trump de staat met meer dan 62% van de stemmen.

### Staatniveau
Aan het hoofd van de uitvoerende macht van de staat staat een gouverneur, die direct gekozen wordt door de kiesgerechtigden in de staat. De huidige gouverneur is Kay Ivey van de Republikeinse Partij. Zij volgde in 2017 tussentijds haar partijgenoot Robert Bentley op, nadat hij moest aftreden na een financieringsschandaal. Ivey werd in 2018 verkozen voor een eigen volledige termijn. Zij is de tweede vrouwelijke gouverneur in de geschiedenis van Alabama, na Lurleen Wallace in de jaren zestig.
De wetgevende macht van de staat bestaat uit het Huis van Afgevaardigden van Alabama met 105 leden en de Senaat van Alabama met 35 leden.